# Анголска кванза
Анголската кванза (на португалски: Kwanza) е официалната парична единица на Ангола. Тя е въведена след независимостта на Ангола. Дели се на 100 сентаво.

## История
Тя заменя ескудото на пара и е подразделена на 100 леви. Кодът на ISO 4217 е AOK. Първите монети, издавани за валутата, не носят никаква дата на издаване, въпреки че всички носят датата на независимост „11 ноември 1975 г.“. Те са били с деноминации от 50 леви, 1, 2, 5 и 10 кванзи. Монетата от 20 кванзи е добавена през 1978 година. Последната дата, която се появи на тези монети е 1979. На 8 януари 1977 г. Националната банка на Ангола въведе банкноти с номинал от 20, 50, 100, 500 и 1000 кванзи. Книгата „20 кванзи“ е заменена с монета през 1978 г.
През 1990 г. е въведена новата кванза с код по ISO 4217 AON. Въпреки че замества кванзата на пара, анголците могат да обменят само 5% от всички стари ноти за нови; те трябваше да обменят останалото с държавни ценни книжа. Тази кванза от висока инфлация.
Тази валута е издадена само под формата на банкнота. Първите банкноти, издавани през 1990 г., са надпечатани върху по-ранни банкноти с деноминация от 50 (докладът не е потвърден), 500, 1000 и 5000 нови кванзи (5000 нови кванзи, надпечатани на 100 кванзи). През 1991 г. думата novo е отпаднала от издаването на обикновени банкноти на 100, 500, 1000, 5000, 10 000, 50 000, 100 000 и 500 000 кванзи.
През 1995 г. нова кванза 2 заменя предишния кванза със скорост от 1000 до 1. Тя има ISO 4217 код AOR. Инфлацията продължи и няма издадени монети.
Независимо от обменния курс, стойността на старата кванза е толкова ниска, че най-малката деноминация на емитирана банкнота е от 1000 кванзи. Други банкноти са от 5000, 10 000, 50 000, 100 000, 500 000, 1 000 000 и 5 000 000 кванзи.
През 1999 г. е въведена втора валута, наречена просто „кванза“. Тя заменя старата валута с размер от 1 000 000 до 1. За разлика от първата, тази валута се подразделя на 100 сентаво. Въвеждането на тази валута довежда до повторно въвеждане на монети. Макар да е претърпяла рано висока инфлация, стойността ѝ се стабилизира.
Монетите в 10 и 50 сентаво вече не се използват, тъй като стойностите са незначителни.
През периода 2012 – 14 г. са въведени нови монети в купюри от 50 сентаво, 1, 5, 10 и 20 кванзи.
Банкнотите са доста сходни в дизайна, като само отделни цветове ги разделят.
На 22 март 2013 г. Национална банка на Ангола издаде нова серия от банкноти в купюри от 50, 100, 200 и 500 кванзи. Другите деноминации (1000, 2000 и 5000 кванзи) бяха издадени на 31 май 2013 г.
През 2017 г. Националната банка на Ангола издаде банкноти от 5 и 10 като част от семейството на банкнотите, въведени за пръв път през 2012 г.